# Edyta Świętek
Edyta Świętek (ur. 18 grudnia 1975 w Krakowie) – polska pisarka, autorka powieści obyczajowych, w tym historii z wątkiem kryminalnym oraz sag rodzinnych z historią w tle.

## Życiorys
Urodziła się 18 grudnia 1975 r. i wychowała w Krakowie, gdzie ukończyła Liceum Ekonomiczne w ZSE Nr 2. Po zdaniu matury zamieszkała w Podłężu. Z wyróżnieniem ukończyła zarządzanie firmą na Krakowskiej Akademii im. A. Frycza-Modrzewskiego.

## Twórczość
Tworzy powieści obyczajowe osadzone we współczesnych realiach. W jej utworach pojawiają się również wątki kryminalne. Najczęściej miejscem akcji jest Kraków i okolice, akcja cyklu Spacer Aleją Róż rozgrywa się w krakowskiej dzielnicy Nowa Huta, a cyklu Grzechy Młodości w Bydgoszczy.

## Publikacje
Powieści:
- Zerwane więzi[4], Wydawnictwo Black Unicorn, 2010
- Alter ego[5], Wydawnictwo Black Unicorn, 2010
- Wszystkie kształty uczuć[6], Wydawnictwo Black Unicorn, 2011
- Zakręcone życie Madzi Kociołek[7], Wydawnictwo Szara Godzina, 2013
- Cienie przeszłości[8], Wydawnictwo Replika, 2014 i 2018
- Bańki mydlane ISBN 978-83-64312-42-7[9], Wydawnictwo Szara Godzina, 2015
- Tam, gdzie rodzi się miłość[10], Wydawnictwo Replika, 2015, 2018
- Tam, gdzie rodzi się zazdrość[11], Wydawnictwo Replika, 2015, 2018
- Zanim odszedł[12], Wydawnictwo Replika, 2015, 2020
- Cappuccino z cynamonem[13], Wydawnictwo Replika, 2015
- Noc Perseidów[14], Wydawnictwo Replika, 2016
- Wszystkie kształty uczuć[15], Wydawnictwo Replika, 2016
- Miód na serce[16], Wydawnictwo Replika, 2016
- Dom lalek, Wydawnictwo Replika, 2019
- Bańki mydlane, Wydawnictwo Replika, 2019
- Pełnia szczęścia, Wydawnictwo Replika, 2020
- Ta sama rzeka, Wydawnictwo Pascal, 2021
- Alter ego. Na krawędzi nocy, Wydawnictwo Replika, 2021
- Alter ego. W blasku dnia, Wydawnictwo Replika, 2021
- Jedno życie wystarczy. Nie czas na miłość, Wydawnictwo Skarpa Warszawska, 2021
- Jedno życie wystarczy. Czas miłości, Wydawnictwo Skarpa Warszawska, 2021

Opowiadania:
- Przytul mnie mocno w antologii Wszystkie barwy roku. Wyjątkowe opowieści na 12 miesięcy[17], Wydawnictwo Replika, 2018
- Żółte listki akacji w antologii Czułe spotkania, Wydawnictwo Pascal, 2020
- Nieustraszona w antologii 1920. Nadzieja nie umiera nigdy, Wydawnictwo Skarpa Warszawska, 2021

Sagi:
- Spacer Aleją Róż
  - Cień burzowych chmur (ISBN 978-83-7674-573-2, 2017)
  - Łąki kwitnące purpurą (ISBN 978-83-7674-599-2, 2017)
  - Drzewa szumiące nadzieją ISBN 978-83-7674-657-9, 2017)
  - Szarość miejskich mgieł (ISBN 978-83-7674-671-5, 2018)
  - Powiew ciepłego wiatr (ISBN 978-83-7674-700-2, 2018)

- Cykl Nowe czasy
  - Nie pora na łzy (ISBN 978-83-7674-737-8, 2018)
  - Przeminą smutne dni (ISBN 978-83-7674-751-4, 2019)
- Grzechy młodości
  - Rzeka kłamstw (ISBN 978-83-66217-60-7, 2019)
  - Echa niewierności (ISBN 978-83-66217-81-2, 2019)
  - Cień zbrodni (ISBN 978-83-66481-11-4, 2020)
  - Szczyty chciwości (ISBN 978-83-66481-34-3, 2020)
  - Pokłosie przekleństwa (ISBN 978-83-66481-61-9, 2020)